# Molí d'en Xuncla
El Molí d'en Xuncla és una obra de Sarrià de Ter (Gironès) inclosa a l'Inventari del Patrimoni Arquitectònic de Catalunya.

## Descripció
Situat al Pla d'en Xunclà, al sector sud de l'autopista de la Mediterrània, en un entorn de notable valor paisatgístic, molt proper al riu Rimau.
Molí fariner de planta lleugerament rectangular amb planta baixa i dos pisos distribuïts en diferents cossos a causa del desnivell del terreny. La construcció, empra parament de maçoneria de rierencs, ràfec d'una filera de rajols i coberta de teula àrab a una vessant. Les obertures són d'arc rebaixat i presenten els maons disposats a sardinell, mentre que en altres, són emmarcades amb restes de moles. Al sector inferior de l'edifici, s'hi situen la boca del carcabà, el rec i la resclosa. La bassa, amb forma triangular, acaba en un pou d'uns 4'5 metres de profunditat i antigament, s'abastia de l'aigua de la resclosa mitjançant una petita séquia paral·lela a la riera.

## Història
El molí d'en Xunclà va ser construït pels volts de 1250 en el tram final de la riera Rimau, en unes terres sota el domini de la pabordia d'en Xunclà de la col·legiata de Sant Feliu de Girona. El primer establiment el va fer Bernat de Torre, de Sarrià, per tres quarteres de blat. Com que, el 1330, el molí estava enrunat, el paborde Guillem de Fornells i Pere de Xunclà, senyor útil del molí, es van comprometre a finançar a parts iguals la seva reedificació. El 1581, el propietari Joan Xunclà va permetre a Joan Eloi Vilar, ferrer de Girona, habilitar en el molí fariner un sistema per esmolar a canvi de contribuir en un terç a la conservació de les rescloses.
Fet d'obra, el molí constava de dues plantes: a dalt hi havia l'habitació del moliner i una cuina i, a baix, l'estança de les moles, una cort i una estança per emmagatzemar el gra. L'element principal era el “carcavà”, on hi havia el rodet i les dues moles. Sobre la mola fixa, anomenada “sotana”, es desplaçava la mola circular, anomenada “volandera”, que triturava el gra que el moliner vessava pel canalet o “tremuja”.
A principi del segle xx, el propietari Lluís Perich va construir amb maons un edifici annex per instal·lar un sistema de classificació de farina.
El 1940, la fàbrica de paper Torras va comprar el molí a la família Perich i el va cedir com a habitatge al treballador Josep Vilella. El molí va continuar funcionant per atendre a les necessitats de la postguerra, tot i que de manera irregular. Amb la inundació d'octubre de 1962, l'immoble va quedar en molt mal estat i l'empresa Torras va decidir traslladar el llogater a una nova casa feta a prop. El molí va quedar abandonant fins a arribar a la ruïna total.
Amb la suspensió de pagaments de la Torras, el 1987, Pere Vilella va comprar el molí que havia ocupat amb els seus pares. El 2004, Pere Torrentà Campoliner va iniciar la restauració de l'edifici amb la finalitat de convertir-lo en un restaurant.